# Horgonyszállító csónakok tartanak holland hadihajók felé
A Horgonyszállító csónakok tartanak holland hadihajók felé (Boats Carrying Out Anchors to the Dutch Men of War) William Turner festménye, amely 1804 körül készült.
A kép központjában holland hadihajók és egy feléjük tartó, az erős hullámzásban hánykolódó csónak látható, jól kiemeli őket a barna felhők közül előtörő napfény és a fehér tajték. A háttérben további hajók és csónakok húzódnak meg. A középpontban látható csónak hullámvölgyben halad, jobbról és balról is tornyosuló víz övezi. A bárkában heten vannak, egy nagy horgonyt szállítanak. A jobb alsó sarokban szemetet sodor a víz.
A festményt a New York-i William A. Clark hagyatékából került a washingtoni Corcoran Gallery of Art gyűjteményébe 1926-ban. A National Gallery 2014-ben szerezte meg.